# Santibáñez de Ayllón
Santibáñez de Ayllón es una localidad española del municipio de Ayllón, perteneciente a la provincia de Segovia, en la comunidad autónoma de Castilla y León. Fue un municipio independiente hasta el 3 de agosto de 1979.

## Geografía

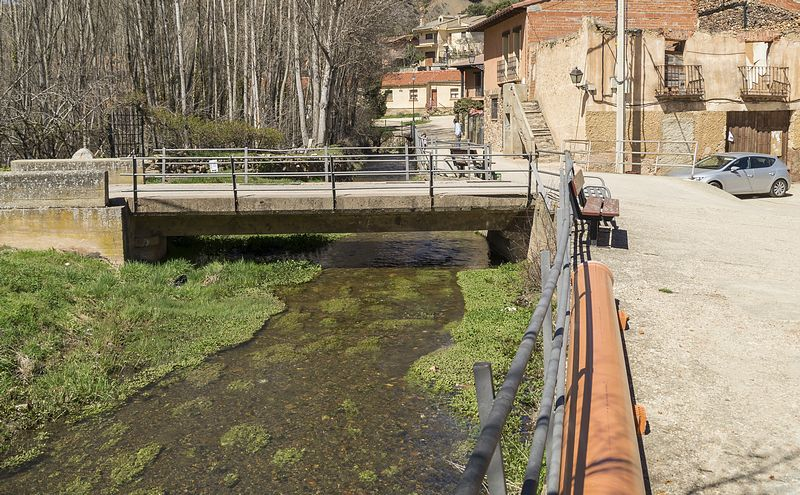
El río Aguisejo

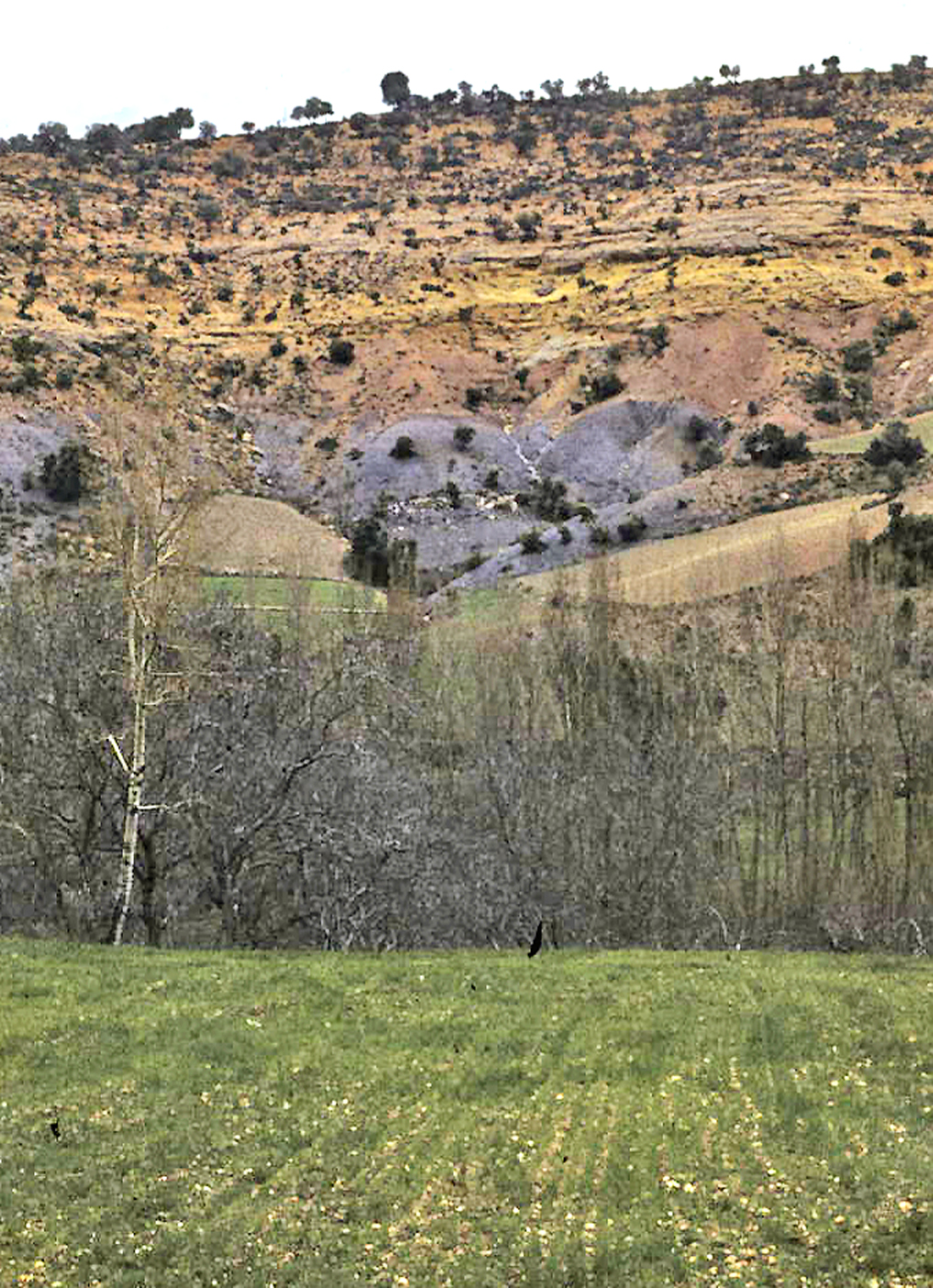
Ladera erosionada en depósitos triásicos

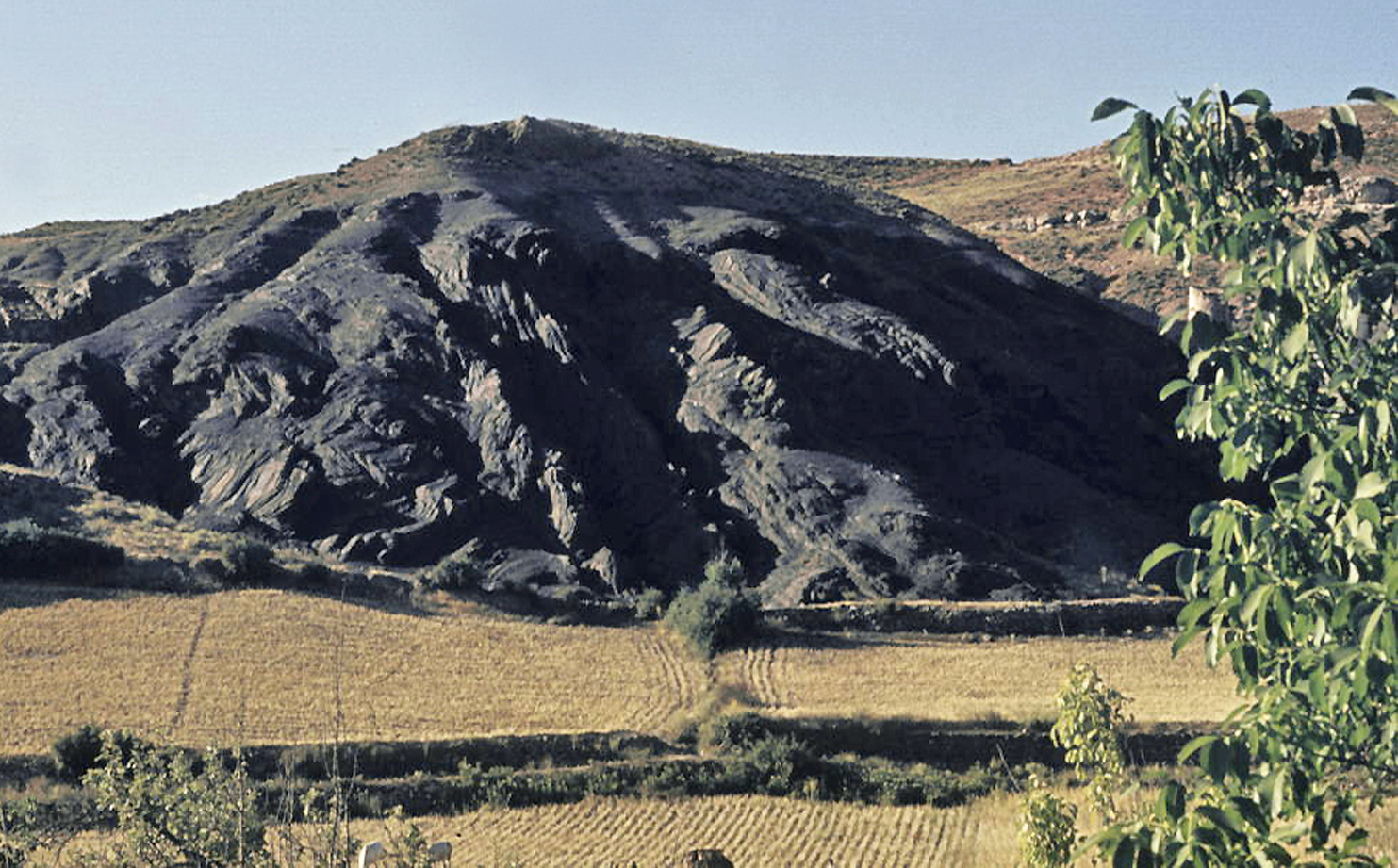
Pizarras plegadas

Se encuentra enclavada en un valle escabroso entre dos barrancos por el que discurre el río Aguisejo, en el límite de las provincias de Segovia y Soria, en la carretera en dirección a la cercana provincia de Guadalajara. Actualmente es una pedanía del municipio de Ayllón.
La localidad está situada junto a la carretera SG-145 (antigua C-114, Aranda de Duero-Ayllón-Alcolea del Pinar) entre Estebanvela y Grado del Pico, partiendo también del núcleo la SG-V-1111, que conecta con Riaza.

## Historia
En el antiguo término municipal se han encontrado yacimientos prehistóricos al igual que en el cercano yacimiento prehistórico de La Peña de Estebanvela, existiendo un enterramiento del calcolítico y asentamientos neolíticos.
En la Edad Media, Santibáñez se repobló o fundó por el concejo de Ayllón sobre el siglo XI durante la Reconquista, perteneciendo desde entonces a la Comunidad de Villa y Tierra de Ayllón, que engloba pueblos de las actuales provincia de Segovia, Soria y Guadalajara, quedando Santibáñez encuadrado dentro del Sexmo del Río de esa comunidad al igual que Francos, Estebanvela y Grado del Pico.
Citada como Santibáñez de Aguisejo en el Diccionario de Sebastián Miñano, nombre que conservaría hasta 1845 y se debe a estar junto al río Aguisejo. Anteriormente se conocía solo como Santibañez, nombre que proviene del latín Sanctus Iohannes, que significa San Juan.
Durante la Guerra de la Independencia, en la mañana del 21 de marzo de 1812, 4050 hombres de caballería francesa cercaban el pueblo aprisionado al vicepresidente Pedro Gordo, párroco de la localidad y natural de Cantalojas y dos vocales de la Junta Superior de la Provincia de Burgos (José Ortiz Covarrubias, Eulogio José Muro y José Navas), al intendente, empleados y militares de escolta, apoderándose también de documentos y fondos; otros Vocales lograron escapar. Estos fueron llevados a Soria donde fueron arcabuceados y colgados de los árboles (19 de abril). El 10 de marzo de 1813, el cura Merino atacó en Santibáñez a la división mandada por el conde Arlon.
En las elecciones municipales del 3 de abril de 1979, primeras tras la dictadura, salió elegido como alcalde Cándido Sanz Sanz (UCD), pero poco después el municipio, al igual que otros del entorno, fue agregado al término municipal de Ayllón el 3 de agosto de 1979, siendo desprovisto de la capacidad de autogestión vigente desde el medievo.
Tras sufrir un gran éxodo rural desde 1960 que redujo casi en cincuenta veces su población, actualmente cuenta con alojamientos de turismo rural.

## Demografía
| Gráfica de evolución demográfica de Santibáñez de Ayllón entre 1842 y 1970 |
| |
| Población de derecho según los censos de población del INE Población de hecho según los censos de población del INEEn este censo se denominaba Santibáñez: 1842 Entre el censo de 1981 y el anterior, este municipio desaparece porque se integra en el municipio 40024 Ayllón |

| 35            | 33 | 37 | 32 | 28 | 24 | 24 | 19 | 15 | 15 | 12 | 10 | 7 |
| (Fuente: INE) |    |    |    |    |    |    |    |    |    |    |    |   |

## Administración y política
Lista de alcaldes
| Periodo   | Nombre            | Partido | Partido |
| --------- | ----------------- | ------- | ------- |
| 1979-1979 | Cándido Sanz Sanz |         | UCD     |
|           | -                 |         | -       |

## Cultura

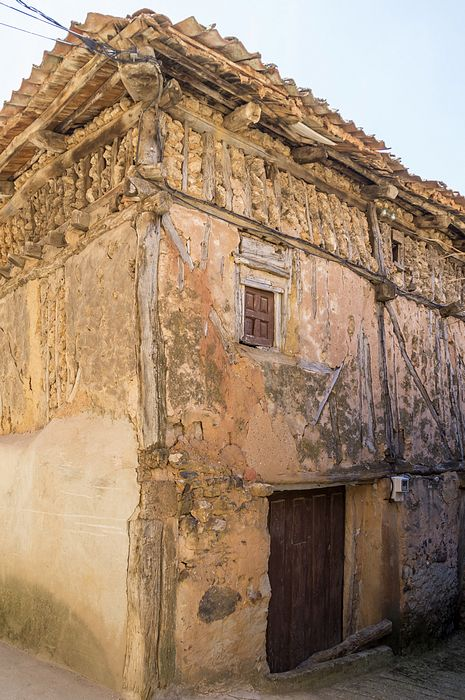
Arquitectura popular

### Patrimonio
- Cascada del río Aguisenjo, precipitando carbonato cálcico y formando tovas calcáreas entre la vegetación.
- Antiguo molino hidráulico de balsa para la fabricación de harina. Tres de los molinos harineros que tuvo el pueblo han sido reconvertidos en viviendas.
- Iglesia de San Juan Bautista, un templo barroco que es una excepción en tierra del románico. Destacan sus torres blancas y su portada renacentista recargada de elementos decorativos y un arco de medio punto enmarcado por dos cuerpos laterales con pilastras y medias columnas adosadas. Se encuentra en la parte alta de la localidad y es obra del arquitecto José Palacios San Martín, datada en 1746 según una inscripción en la torre.
- Humilladero compuesto por una columna con una imagen de la Virgen rematada en la parte más alta por una cruz.
- Singular arquitectura tradicional, con casas conformando calles muy irregulares adaptadas a la topografía del terreno.
- Ermita de Nuestra Señora de los Castillos, aunque dedicado a San Miguel, en ruinas.
- Ermita de San Cristóbal, de la que queda un solo paredón, antigua iglesia del despoblado de Las Cuevas.
- Discordancia geológica de Santibañez, declarado LIC (Lugar de Interés Comunitario) y uno de los lugares de interés geológico más importantes de toda la provincia y la región. Es una discordancia angular típica entre las rocas de la parte inferior plegadas (pizarras silúricas negras) y las rocas de la parte superior de la ladera no plegadas y subhorizontales (areniscas y calizas cenozoicas beige). Entre la formación de cada uno hay casi 300 millones de año.[6][7]
- La virgencilla, pedestal de piedra junto a la carretera SG-145 con una pequeña vitrina en su interior, con una talla de la virgen de las angustias. Es costumbre pasear a su encuentro y dejarla flores.
- Antiguos lavaderos, restaurados recientemente, es un techado con tejado segoviano localizado en la cuesta de la carretera  SG-V-1111, bajo el cual se encuentran las pilas del lavadero.
- Antigua fábrica de luz.[8][9][10][11]

### Fiestas
- San Juan Bautista, el 24 de junio.
- San Roque y la Virgen, el 15 y 16 de agosto.
- Santa Bárbara, el 5 de diciembre.[8]

### Gastronomía
- Destaca la fruta local, como manzanas y peras autóctonas.[12]

## Personas notables
El padre de las hermanas Encarnación López Júlvez (La Argentinita) (1895-1945) y Pilar López Júlvez (1908-2008) era de Santibáñez de Ayllón.